# 植木 (黒部市)
植木（うえき）は、富山県黒部市の地名。郵便番号は938-0014。黒部川扇状地の西部の中心的地域に位置し、元々木が茂る一帯であった。地名の由来は、当地にある木樹社から来ている。

## 歴史
1888年3月28日、役場の位置が当地に定められ、1889年に大布施村が発足した際は、当村の吉沢庄元宅に村役場を設置し（設置月日は8月1日）、1892年に小学校敷地内に役場を建設するまで運用されていた。
1913年4月18日、植木村、植木又新村、木鎌村の3村が統合し植木村とすることが認可され、同年4月20日に統合が実施された。1940年の桜井町発足の際には、植木新田も統合されている。
かつては旧北陸街道に沿ったが街村で、米や蔬菜作りが主であったが、黒部市の発展と共に著しく宅地化し、人口が急増した。1970年頃に100世帯余りだった世帯数も、2012年時点で500世帯を超えている。
2011年度よりブログを開設し、町内の行事などを写真に交えて情報発信していた（現在は閉鎖済み）。

## 小・中学校の校区
市立小・中学校に通う場合、学区は以下の通りとなる。
| 番地 | 小学校             | 中学校             |
| ---- | ------------------ | ------------------ |
| 全域 | 黒部市立中央小学校 | 黒部市立明峰中学校 |

### 道路
- 富山県道314号沓掛魚津線（旧北陸街道）
- 市道新堂中新線

## 施設

### 公共施設
- 黒部市立中央小学校
- 黒部市立さくら幼稚園
- 黒部商工会議所
- 新川地域消防組合黒部消防署

かつては黒部市立図書館も同地に所在していた（2023年にくろべ市民交流センター内に移転）。

### 商業施設
- 大阪屋ショップ黒部店[12]
- マックスバリュ黒部コラーレ前店[13]
- エディオン黒部店
- ダイソー黒部コラーレ前店
- ファミリーマート黒部植木店
- V・drug黒部店

### その他
- 木樹社[3]（1927年7月26日に無格社神明社を合祀[14]）